# 中村仁郎
中村 仁郎（なかむら じろう、2003年8月22日 - ）は、大阪府茨木市出身のプロサッカー選手。Jリーグ・FC岐阜所属。ポジションはミッドフィールダー。

## 略歴

### プロ入り前
大阪府茨木市育ち。茨木小学校、養精中学校出身。地元茨木のダックSCでサッカーを始め、ガンバ大阪ジュニアユースに入団。高校生になると1年生ながらJ3リーグのU-23チームに出場し、7月21日J3第17節のセレッソ大阪U-23戦にて久保建英、森本貴幸につぐJリーグ史上3番目の若さである15歳10カ月29日でJリーグデビューを果たす。(当時)9月1日、J3第21節の福島ユナイテッドFC戦でJリーグ初得点を含む2得点を決めた。高校2年生になると2020年12月19日、第34節の清水エスパルス戦で途中出場からJ1デビューを果たす。高校2年生でのJ1デビューは宇佐美貴史、堂安律以来となる。2021年9月、同期の坂本一彩とともに来季のトップ昇格が内定した。

### ガンバ大阪
2022年2月23日、ルヴァンカップ予選リーグ第1節のセレッソ大阪戦でプロ入り後トップチーム初先発を果たし、フル出場した。5月4日、第11節の北海道コンサドーレ札幌戦ではJ1初先発を果たした。5月8日、第12節のヴィッセル神戸戦では札幌戦に続きスタメン出場を果たし、試合後ボージャン・クルキッチからユニフォーム交換を求められた。

### 松本山雅FC
2024年8月、松本山雅FCに育成型期限付き移籍。

### FC岐阜
2025年、FC岐阜に育成型期限付き移籍。

### 日本代表
U-15日本代表からコンスタントに世代別代表に選ばれつづけ、2021年10月にはU-22日本代表としてAFCU23アジアカップ予選に飛び級で選出された。

## 所属クラブ
- ダックSC (茨木小学校)
- ガンバ大阪ジュニアユース (養精中学校)
- ガンバ大阪ユース (向陽台高等学校)
  - 2019年 - 2021年 ガンバ大阪（2種登録選手）
- 2022年 -   ガンバ大阪
  - 2024年8月 - 同年12月  松本山雅FC（育成型期限付き移籍）
  - 2025年 -  FC岐阜（育成型期限付き移籍）

## 個人成績
| 国内大会個人成績 | 国内大会個人成績 | 国内大会個人成績 | 国内大会個人成績 | 国内大会個人成績 | 国内大会個人成績 | 国内大会個人成績 | 国内大会個人成績 | 国内大会個人成績 | 国内大会個人成績 | 国内大会個人成績 | 国内大会個人成績 |
| 年度             | クラブ           | 背番号           | リーグ           | リーグ戦         | リーグ戦         | リーグ杯         | リーグ杯         | オープン杯       | オープン杯       | 期間通算         | 期間通算         |
| 年度             | クラブ           | 背番号           | リーグ           | 出場             | 得点             | 出場             | 得点             | 出場             | 得点             | 出場             | 得点             |
| 日本             | 日本             | 日本             | 日本             | リーグ戦         | リーグ戦         | リーグ杯         | リーグ杯         | 天皇杯           | 天皇杯           | 期間通算         | 期間通算         |
| ---------------- | ---------------- | ---------------- | ---------------- | ---------------- | ---------------- | ---------------- | ---------------- | ---------------- | ---------------- | ---------------- | ---------------- |
| 2019             | G大23            | 48               | J3               | 18               | 3                | -                | -                | -                | -                | 18               | 3                |
| 2020             | G大23            | 42               | J3               | 15               | 2                | -                | -                | -                | -                | 15               | 2                |
| 2020             | G大阪            | 45               | J1               | 1                | 0                | 0                | 0                | 0                | 0                | 1                | 0                |
| 2021             | G大阪            | 41               | J1               | 1                | 0                | 0                | 0                | 0                | 0                | 1                | 0                |
| 2022             | G大阪            | 41               | J1               | 9                | 0                | 4                | 0                | 1                | 0                | 14               | 0                |
| 2023             | G大阪            | 41               | J1               | 0                | 0                | 1                | 0                | 0                | 0                | 1                | 0                |
| 2024             | G大阪            | 41               | J1               | 0                | 0                | 0                | 0                | 0                | 0                | 0                | 0                |
| 2024             | 松本             | 25               | J3               | 12               | 1                | -                | -                | -                | -                | 12               | 1                |
| 2025             | 岐阜             | 7                | J3               |                  |                  |                  |                  |                  |                  |                  |                  |
| 通算             | 日本             | 日本             | J1               | 11               | 0                | 5                | 0                | 1                | 0                | 17               | 0                |
| 通算             | 日本             | 日本             | J3               | 45               | 6                |                  |                  |                  |                  | 45               | 6                |
| 総通算           | 総通算           | 総通算           | 総通算           | 23               | 6                | 5                | 0                | 1                | 0                | 29               | 6                |

その他の公式戦
- 2025年
  - 岐阜県サッカー選手権大会 1試合0得点

2019年・2020年・2021年は2種登録選手。
- Jリーグ初出場 - 2019年7月21日 J3第17節 vsセレッソ大阪U-23（ヤンマースタジアム長居）
- Jリーグ初得点 - 2019年9月1日 J3第21節 vs福島ユナイテッドFC（パナソニックスタジアム吹田）

## 代表・選抜歴
- ナショナルトレセンU-12
  - 関西（2015年）
- JFAエリートプログラムU-13
  - スペイン遠征（2016年）
- JFAエリートプログラムU-14
  - UAE・オランダ遠征（2017年）
- U-15日本代表
  - バル・ド・マルヌU-16国際親善トーナメント（2018年）
- U-16日本代表
  - U-16インターナショナルドリームカップ（2019年）
  - チュニジア遠征（2019年）
- U-18日本代表
  - IBARAKI Next Generation Match 2021 (2021年）
- U-19日本代表
  - 千葉キャンプ(2022年)
  - Maurice Revello Tournament（2022年）
  - AFC U20アジアカップウズベキスタン2023予選 (2022年)
- U-20日本代表候補
  - 千葉キャンプ(2021年)
- U-22日本代表
  - AFC U-23アジアカップ2022・予選（2021年）

## タイトル

### クラブ
ガンバ大阪ジュニアユース
- 関西サッカーリーグ（U-15）サンライズリーグ：2回（2016年、2018年）

FC岐阜
- 岐阜県サッカー選手権大会：1回（2025年）

### 代表
U-16日本代表
- U-16インターナショナルドリームカップ：1回（2019年）